# 池田博愛
池田 博愛（いけだ ひろのり、嘉永5年11月4日（1852年12月14日） - 昭和2年（1927年）8月15日）は、岡山藩家老建部池田家（森寺池田家）第14代当主。男爵。

## 経歴
父は岡山藩番頭の池田靫負佑賢。養父は岡山藩家老池田博文。正室は若桜藩主池田徳定の娘鋹子。子は池田博知、池田博直。通称図書介、正勝。
慶応2年（1866年）博文の隠居により家督相続し、岡山藩家老・備前建部1万石の領主となる。明治維新後は県社閑谷神社の神職を務める。明治39年（1906年）男爵に叙され華族となる。昭和2年（1927年）8月没。爵位は次男の博知が継承した。養弟の雄太郎（博文の実子）は明治36年（1903年）に分家している。
| 日本の爵位    | 日本の爵位                                       | 日本の爵位    |
| ------------- | ------------------------------------------------ | ------------- |
| 先代 叙爵     | 男爵 （建部/森寺）池田家 初代 1906年 - 1927年    | 次代 池田博知 |
| 当主          |                                                  |               |
| 先代 池田博文 | 建部池田家 （森寺池田家） 第14代 1866年 - 1927年 | 次代 池田博知 |